# Паница, Тодор
Тодор Николов Паница (2 июля 1879, Оряхово, Болгария — 8 мая 1925, Вена, Австрия) — македонский революционер болгарского происхождения.

## Биография

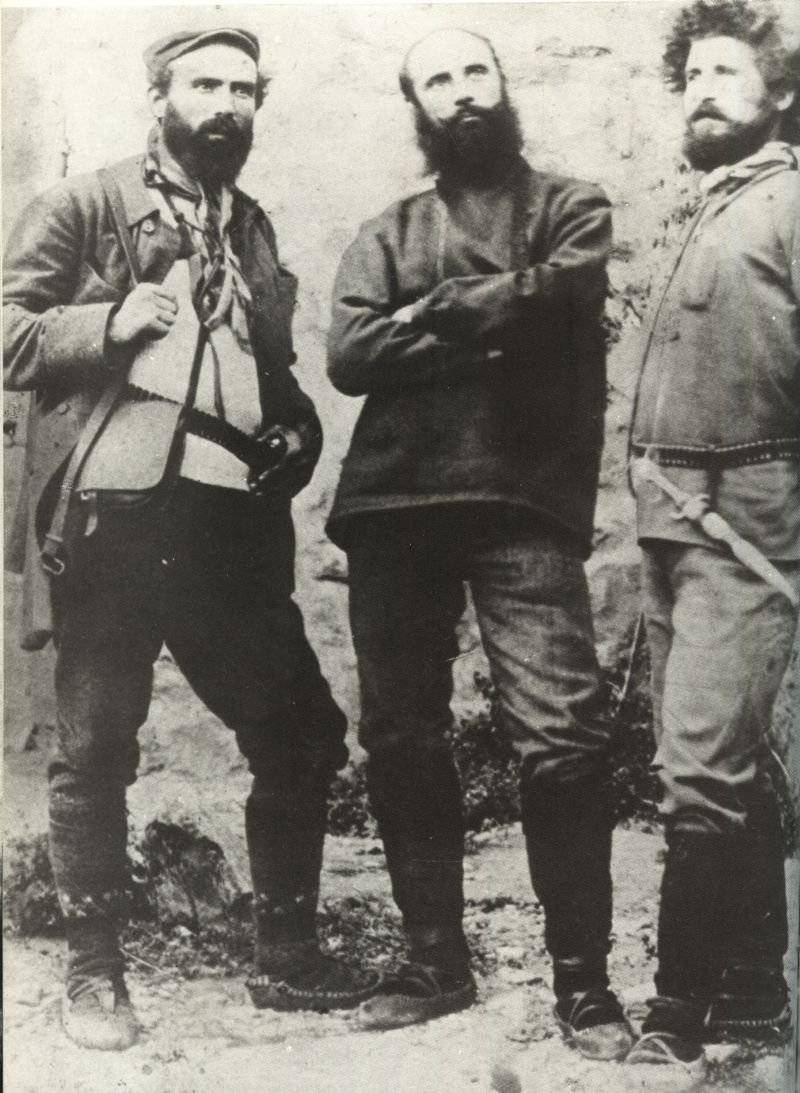
Павел Делирадев, Яне Сандански и Тодор Паница, 1908 год

Тодор появился на свет в недавно освобождённой Болгарии, в городе Оряхово на берегу Дуная, 2 июля 1879 года. Его отец — Никола Паница, торговец из Велико-Тырнова. Мать — Митанка Пелтекова, учительница изд Свиштова. Рано осиротев, Тодор Паница переехал во Варну к дяде, взявшему над ним опеку. В гимназии одноклассником Тодора стал Михаил Даев — сын богатых родителей из Балчика. По окончании Варненской гимназии, Даев вернулся в родной город и организовал там социалистический кружок.
В 1902 году Тодор Паница включился в освободительно-антитурецкую деятельность ВМОРО. В 1903 году он был бойцом в чете (партизанском отряде) Николы Пушкарова, участвовал в Ильинденском восстании. Потом вступил в чету, которую возглавлял его друг Михаил Даев.
В 1907 году Тодор Паница познакомился в селе Калапот с учительницей Екатериной Измирлиевой и обвенчался с нею 17 мая 1907 года. Посажённым отцом Паницы стал его командир Михаил Даев. В то время свадьба четника противоречила уставу ВМОРО — и это весьма усложнило ситуацию в чете Даева…
Вскоре же Тодор Паница, хоть и не вполне добровольно, принял участие в заговоре Яне Санданского против правого крыла ВМОРО. Санданский оказал давление на Паницу, потребовал, чтобы тот искупил свой брак политическим убийством. По заданию Санданского, Тодор Паница 28 ноября 1907 года убил заграничных представителей Организации в Софии — поручика Бориса Сарафова и Ивана Гарванова. Коренным расхождением между правым и левым крыльями ВМОРО был вопрос о сотрудничестве с Болгарской державой. Левые были резко против. Сарафов, Гарванов и Христо Матов выступали за сотрудничество, без чего представлялось невозможным даже физическое выживание македонского народа.
Борис Сарафов входит в число величайших македонских героев времён турецкого ига, он стоял в одном ряду с некоронованным королём Карпошем… Болгарский историк и лингвист Любомир Милетич по поводу убийства Сарафова и Гарванова писал:
Их деятельность и общая их кончина символично представляют объединение на жизнь и смерть двух родных матерей героев - Македонию и Болгарию!
Ибо Иван Гарванов был уроженцем болгарской Старой Загоры — таким же македонским революционером болгарского происхождения, как и сам Тодор Паница.
Вскоре Санданский был приговорен к смерти на Кюстендильском конгрессе ВМОРО в 1908 году. Тогда же был поставлен вопрос и о примерном наказании Паницы.
Тем временем, вместе с Санданским, Паница принял участие в Младотурецкой революции 1908 года, после которой был амнистирован и жил в городе Драма.
Затем он участвовал в Балканских войнах (1912—1913) и в Первой мировой войне, в которой был ранен и за проявленный героизм награждён крестом за храбрость. В 1918 году Паница предложил свои услуги правительству левых земледельцев Александра Стамболийского в его борьбе с правым крылом ВМРО. На базе левого крыла ВМРО Паница сформировал в Неврокопском округе т. н. Македонскую федеративную организацию.

### Убийство Паницы
Тодор Паница был убит по решению ЦК ВМРО Мельпоменой Крничевой 8 мая 1925 года в Бургтеатре (Вена).